# Arnold Sommerfeld
Arnold Johannes Wilhelm Sommerfeld (Königsberg, 5 dicembre 1868 – Monaco di Baviera, 26 aprile 1951) è stato un fisico e matematico tedesco.
Fu attivo nella fisica teorica, in particolare atomica e quantistica. È noto per i contributi al modello atomico di Bohr, per la formula di Wilson-Sommerfeld, per l'introduzione della costante di struttura fine in meccanica quantistica e del numero quantico orbitale. Viene generalmente attribuita a Sommerfeld la prima descrizione teorica dei tachioni. Inoltre si deve a lui il numero di Sommerfeld. Nel campo della meccanica dei fluidi, è noto per l'equazione di Orr-Sommerfeld. Fra i suoi studenti vi furono Werner Heisenberg, Wolfgang Pauli, Peter Debye, Hans Bethe.

## Biografia
Arnold Johannes Wilhelm Sommerfeld nacque a Königsberg, nella Prussia orientale, dal medico Franz Sommerfeld (1820–1906) e Cäicile Matthia (1839–1902) il 5 dicembre del 1868. Affrontò gli studi primari nella città natale, curando assieme al padre la passione per le scienze naturali (collezionò infatti conchiglie, minerali, fiori e coleotteri).
Nel 1875 si iscrisse all'Altstädtisches Gymnasium dove conobbe Hermann Minkowski e Wilhelm Wien, entrambi qualche anno più avanti, e si appassionò tanto alle materie scientifiche quanto a quelle umanistiche, confessando addirittura di essere: “quasi più interessato alla letteratura e alla storia che alle scienze esatte”. Conseguito il diploma nel 1886, si iscrisse, dopo qualche indecisione, alla facoltà matematica dell'Università di Königsberg, conservando però la passione per la cultura in ogni suo aspetto e frequentando autonomamente anche i corsi di scienze naturali, filosofia ed economia politica.
Durante gli anni universitari Sommerfeld si avvicinò gradualmente all'ambiente del Dipartimento di Fisica Teorica fondato da Franz Neumann, sebbene il suo interesse preponderante rimanesse la matematica pura. Risale a quegli stessi anni il suo ingresso alla Burschenschaft (associazione studentesca) dell'università di Königsberg, ove le competizioni di bevute e i duelli alla spada, mensur, ostacolarono gli studi dei primi anni. In uno dei duelli fu marchiato per sempre dalla tipica e ricercatissima cicatrice in faccia. In quegli anni si appassionò ai corsi di Ferdinand von Lindemann e nel 1891 conseguì il dottorato sotto Paul Volkmann con una tesi riguardante la risoluzione di equazioni alle derivate parziali per la fisica, attraverso l'utilizzo di funzioni arbitrarie, intitolata Die willkürlichen Functionen in der mathematischen Physik (Le funzioni arbitrarie nella fisica matematica).
Nel 1892 a Königsberg Sommerfeld ottenne l'abilitazione all'insegnamento di fisica e matematica per le scuole superiori. Poi partì per l'anno di servizio militare obbligatorio, restandone affascinato: nei successivi otto anni prestò un servizio di addestramento volontario di due mesi all'anno. Questa sua mania, assieme al portamento fiero, la cicatrice e i baffi all'insù, gli valsero il soprannome (utilizzato da Pauli a sua insaputa) di “vecchio ufficiale degli ussari”.
Nell'ottobre 1893 si trasferì a Gottinga come assistente di Theodor Liebisch, un amico di famiglia, presso l'Istituto Mineralogico. Lì la sua attenzione si concentrò sul lavoro del grande matematico Felix Klein, di cui diventò assistente l'anno successivo. Molti anni dopo Sommerfeld lo ricordò così: “Ho sempre riconosciuto Klein come il mio vero mentore, non solo per la matematica, ma anche per la fisica-matematica e i suoi legami con la meccanica.”
Sotto la tutela di Klein, Sommerfeld completò la propria Habilitationsschrift (abilitazione all'insegnamento universitario), pubblicando una trattazione matematica della diffrazione, che gli consentì, l'anno successivo, di diventare Privatdozent (analogo del nostro Professore Associato). Durante tale periodo, tenne numerose lezioni su una vastissima gamma di argomenti sia di matematica pura sia applicata ai sistemi di risoluzione per la fisica: statistica, funzioni complesse di variabile complessa ed equazioni alle derivate parziali nella fisica. Di quest'ultimo argomento - già in parte affrontato nella tesi di dottorato – Sommerfeld divenne uno dei maggiori esperti e le dispense relative al suo corso furono pubblicate come VI tomo delle sue Vorlesungen über theoretische Physik (1942).
La collaborazione con Klein, oltre a rivelarsi fruttuosa dal punto di vista accademico, fornì a Sommerfeld la forma mentis del precettore. Questo periodo segna dunque il suo passaggio da promettente studente a competente insegnante. Nell'ottobre 1897 fu assegnata a Sommerfeld la cattedra di matematica alla Bergakademie di Clausthal-Zellerfeld appartenuta a Wilhelm Wien, il che gli permise di sposare Johanna Höpfner (figlia dell'economo di Gottinga), da cui ebbe quattro figli. Durante il soggiorno a Clausthal mantenne i contatti con Klein, il quale gli affidò la stesura della parte riguardante la fisica-matematica della Encyklopädie der mathematischen Wissenschaften (enciclopedia matematica). Sommerfeld si distinse anche in questo per il proprio rigore, imponendo ai curatori dell'enciclopedia un formalismo unico per l'algebra vettoriale e per l'elettromagnetismo.
Nel 1900 Sommerfeld divenne docente di meccanica applicata alla Königliche Technische Hochschule di Aachen, una delle molte istituzione universitarie di formazione tecnica che stavano sbocciando in Germania dalla fine del XIX secolo. È importante questa fase storica: mentre da un lato Sommerfeld contribuiva ad avvicinare, come mai prima, la matematica alle attività più conformi al sentire comune, dall'altro egli si scoprì realmente appassionato ai problemi anche pratici della fisica e non solo alla loro risoluzione analitica. Scrisse nelle sue memorie: “Sebbene inizialmente i miei colleghi e gli studenti di Aachen vedessero la matematica pura con diffidenza, ebbi subito la soddisfazione di venire accettato come un valido elemento, non solo nell'insegnamento, ma anche nelle applicazioni pratiche”.
Nel 1906 si trasferì alla Università Ludwig Maximilian di Monaco, dove il connubio delle sue pregresse competenze matematiche e fisico-applicative lo portarono a dedicarsi alla fisica teorica, disciplina che subito accettò di insegnare. A Monaco, per i successivi 32 anni, Sommerfeld condusse le sue ricerche e contemporaneamente, come professore ordinario di fisica teorica, fu mentore e guida di alcuni tra i più produttivi fisici dell'inizio del secolo scorso (sette di essi insigniti del Premio Nobel).
Dopo alcuni anni di ricerca e didattica su molteplici branche della fisica, il 1913 fu un anno di svolta, in quanto Sommerfeld, venuto a conoscenza del modello atomico di Bohr, gli scrisse una lettera in cui asseriva che tale teoria era “indiscutibilmente una conquista importante”. Come nel 1905 aveva fatto per la teoria della relatività speciale di Einstein, Sommerfeld accolse con entusiasmo le nuove idee del fisico danese, mettendosi subito al lavoro e incoraggiando i propri studenti a dedicarvisi. Fu così che l'interesse per le spiegazioni teoriche delle osservazioni spettroscopiche divenne preponderante per Sommerfeld e, nonostante lo scoppio della Grande Guerra, egli rimase in contatto con Bohr, del quale completò il modello di atomo, introducendo il secondo numero quantico (detto azimutale). Bohr, entusiasta, scrisse a Sommerfeld al riguardo: “non credo di aver mai letto qualcosa che mi abbia dato più gioia del suo magnifico lavoro”. Lettera di Bohr a Sommerfeld, 19 marzo 1916, Ibid.
La scrupolosa analisi degli spettri venne raccolta nella mastodontica monografia - nota in seguito come la “Bibbia di Sommerfeld” - Atombau und Spektrallinien nella cui introduzione si può notare l'atteggiamento di indagine della scuola di Monaco e, in generale, della “vecchia scuola quantistica”: […] nessuno competente in fisica potrebbe dubitare che la questione dell'atomo potrà essere risolta quando i fisici avranno imparato a capire il linguaggio degli spettri. […] Quello che stiamo sentendo oggigiorno del linguaggio degli spettri è una vera “musica delle sfere” interne all'atomo, una sinfonia dalle relazioni mirabili, un ordine e un'armonia che diventano sempre più perfetti […].
Nel 1919 Sommerfeld divenne presidente della Deutsche Physikalische Gesellschaft (Società di Fisica Tedesca), che aveva già visto Planck e Einstein alla propria guida.
Nel settembre del 1922, accettò di trascorrere l'anno accademico come visiting professor alla University of Madison (Wisconsin, USA).
Nel 1927 Sommerfeld applicò la statistica di Fermi-Dirac al modello di Drude, risolvendo molti problemi per quanto riguardava il comportamento degli elettroni nei metalli e dando origine a quello che viene comunemente chiamato modello di Drude-Sommerfeld.
Tra il 1928 e il '29, soddisfatto di quanto aveva ottenuto in America pochi anni prima, l'ordinario di Monaco portò in giro per il mondo la propria concezione della fisica teorica e in particolare della ancora molto dibattuta meccanica quantistica, visitando di nuovo gli Stati Uniti, la Cina, il Giappone e soffermandosi in India.
Dopo l'avvento del Nazionalsocialismo, Sommerfeld si schierò pubblicamente (finché fu possibile) contro il regime, difese strenuamente Einstein e si oppose all'antisemitismo, trovandosi allo scontro con una destra moderata ma connivente (M. Planck, W. Wien) e con i più ferventi esponenti del partito nazista (J. Stark). Tale condotta valse a lui, come a tutti gli intellettuali tedeschi che ebbero un moto repulsivo nei confronti delle discriminazioni razziali, il denigrante appellativo di “ebreo bianco”, avendo scelto di sostenere la scienza “giudaica” nonostante la sua origine ariana.
Sebbene dall'aprile del 1935 avesse conseguito il titolo di professore emerito, Sommerfeld continuò ad insegnare fino al dicembre '39 a causa del dibattito accademico e politico che si scatenò durante la ricerca di un suo sostituto. Il Reichserziehungsministerium (Ministero dell'Istruzione del Reich), alla fine, nominò Wilhelm Müller, il quale non era un fisico teorico né godeva del prestigio del suo predecessore; Carl Ramsauer, allora presidente della Deutsche Physikalische Gesellschaft, preoccupato per il futuro della scienza, espresse così il suo disappunto: “[tale scelta porterà] alla distruzione della tradizione della ricerca di fisica teorica di Monaco”.
Nell'aprile del 1951, Sommerfeld venne travolto da una macchina mentre portava a passeggio i nipoti. A causa delle lesioni riportate, morì il 26 dello stesso mese.

### Riconoscimenti
Sommerfeld fu insignito di molte importanti onorificenze, tra cui la Medaglia Lorentz, la Medaglia Planck e la Medaglia Oersted. Ebbe inoltre riconoscimenti presso la Royal Society di Londra, la National Academy of Sciences di Washington, l'Accademia dei Lincei, l'Accademia dell'U.R.S.S. e l'Accademia Indiana delle Scienze, nonché presso le Accademie di Berlino, Monaco, Vienna, Gottinga, Budapest, Uppsala e Madrid. Tuttavia, egli non riuscì mai a conseguire il Premio Nobel, nonostante l'imbattuto primato di ben 81 candidature.

## La Didattica
Durante la sua lunga carriera di ordinario a Monaco, Sommerfeld coltivò con grande passione la propria figura di insegnante: le sue ricerche non furono mai individuali, in quanto tendeva a coinvolgere i suoi allievi più brillanti. Egli li caricò sempre di grande responsabilità, assegnando loro compiti stimolanti e spingendoli sempre a superare i loro limiti.
Sommerfeld si configurò come un abile tessitore di una rete di contatti tra i propri studenti e i più chiari esponenti della comunità scientifica. Infatti, poco dopo aver individuato in Heisenberg un brillante studente interessato alla teoria atomica, gli chiese: “'Le farebbe piacere conoscere Bohr?' […] Esitai per un attimo, perché il biglietto fino a Gottinga andava molto al di là di quanto potessi allora permettermi. Sommerfeld probabilmente capì il mio imbarazzo, e subito aggiunse che le spese sarebbero state a suo carico”. Si può notare come Sommerfeld fosse interessato al progresso della scienza anche attraverso una creazione di una rete internazionale di scienziati e si può considerare il diretto responsabile degli incontri di Heisenberg con Born, Bohr e Einstein, così come molti altri tra i propri studenti e i luminari del tempo.
Tra gli autori delle circa trenta tesi di dottorato che supervisionò negli anni di Monaco, si annoverano, oltre ai già ricordati Pauli ed Heisenberg, Peter Debye (dottorato nel 1908) e Hans Bethe (dottorato nel 1928), tutti vincitori del premio Nobel per la fisica. Altri studenti notabili furono: Alfred Landé, Walter Heitler, Rudolf Peierls, Karl Bechert, Hermann Brück, Paul Peter Ewald, Eugene Feenberg, Herbert Fröhlich, Erwin Fues, Ernst Guillemin, Helmut Hönl, Ludwig Hopf, Adolf Kratzer, Otto Laporte, Wilhelm Lenz, Karl Meissner, Rudolf Seeliger, Heinrich Welker, Gregor Wentzel e Léon Brillouin. Altri studenti che effettuarono incarichi di post-dottorato con Sommerfeld divennero in seguito famosi e in particolare Linus Pauling, Isidor Isaac Rabi e Max von Laue furono insigniti del premio Nobel.
Born pensava che Sommerfeld fosse uno scopritore e un catalizzatore di talenti: “la fisica teorica è una materia che attrae i giovanissimi dotati di una mente filosofica, che si interrogano circa le questioni più profonde senza basi sufficienti. Era proprio questo tipo di principianti che egli sapeva come plasmare, conducendoli passo dopo passo alla consapevolezza delle loro effettive carenze conoscitive e fornendoli delle capacità necessaria per intraprendere fertili ricerche. [...] Egli aveva la rara abilità di trovare tempo da dedicare agli allievi, nonostante gli incarichi e l'attività di ricerca”.
Le capacità didattiche di Sommerfeld avevano ricevuto uno sviluppo sistematico e, con l'accrescersi dell'esperienza, dettarono un'organizzazione standard: i suoi corsi venivano tenuti per quattro ore alla settimana, 13 settimane nel primo semestre e 11 settimane nel secondo. Ma a rapire gli studenti erano soprattutto la vasta tipologia di approfondimenti che Sommerfeld forniva e richiedeva. Non era raro che invitasse i propri allievi a partecipare a gite in montagna in cui le escursioni e le sciate erano intervallate da lunghe discussioni di fisica, matematica e filosofia. Inoltre, per tutta la sua carriera di insegnante a Monaco, egli tenne tutte le settimane un seminario pomeridiano di due ore in cui incalzava le giovani menti con gli argomenti più accesi e dibattuti della fisica contemporanea.
Tali seminari non avevano il solo scopo di mettere al corrente gli studenti sulle nuove tematiche affrontate dalla fisica, ma di farvici prendere dimestichezza, di misurare le proprie competenze e, in alcuni casi, contribuirvi. Per questo Sommerfeld chiedeva che, dopo aver loro esposto un nuovo argomento, fossero gli stessi studenti a trovare autonomamente un particolare approfondimento da presentare in una esposizione orale la successiva settimana. Tale metodo didattico risultava quindi, per così dire, auto-alimentato in quanto ogni elaborato personale presentato al seminario diventava un nuovo spunto di discussione e la possibile base di un lavoro ulteriore.

## Opere
- Arnold Sommerfeld, "Mathematische Theorie der Diffraction" Math. Ann. 47 317–374 (1896)
  - Arnold Sommerfeld, (traduzione inglese di Raymond J. Nagem, Mario Zampolli e Guido Sandri), Mathematical Theory of Diffraction (Birkhäuser Boston, 2003) ISBN 0-8176-3604-8
- Arnold Sommerfeld, Atombau und Spektrallinien (Friedrich Vieweg und Sohn, Braunschweig, 1919)
  - Arnold Sommerfeld, (tradotto in inglese dalla terza edizione tedesca da Henry L. Brose), Atomic Structure and Spectral Lines (Methuen, 1923)
- Arnold Sommerfeld, Three Lectures on Atomic Physics (London: Methuen, 1926)
- Arnold Sommerfeld, Atombau und Spektrallinien, Wellenmechanischer Ergänzungband (Vieweg, Braunschweig, 1929)
  - Arnold Sommerfeld, (traduzione inglese di Henry L. Brose), Wave-Mechanics: Supplementary Volume to Atomic Structure and Spectral Lines (Dutton, 1929)
- Arnold Sommerfeld, Lectures on Wave Mechanics Delivered before the Calcutta University (Calcutta University, 1929)
- Arnold Sommerfeld and Hans Bethe, Elektronentheorie der Metalle in H. Geiger and K. Scheel, editors Handbuch der Physik Volume 24, Part 2, 333–622 (Springer, 1933). (questo capitolo di circa 300 pagine fu in seguito pubblicato come opera separata dal titolo: Elektronentheorie der Metalle) (Springer, 1967).
- Arnold Sommerfeld, Mechanik – Vorlesungen über theoretische Physik Band 1 (Akademische Verlagsgesellschaft Becker & Erler, 1943)
  - Arnold Sommerfeld, (tradotto in inglese dalla quarta edizione tedesca da Martin O. Stern) Mechanics – Lectures on Theoretical Physics Volume I  (Academic Press, 1964)
- Arnold Sommerfeld, Mechanik der deformierbaren Medien – Vorlesungen über theoretische Physik Band 2  (Akademische Verlagsgesellschaft Becker & Erler, 1945)
  - Arnold Sommerfeld, (tradotto in inglese dalla seconda edizione tedesca da G. Kuerti) Mechanics of Deformable Bodies – Lectures on Theoretical Physics Volume II (Academic Press, 1964)
- Arnold Sommerfeld Elektrodynamik – Vorlesungen über theoretische Physik Band 3 (Klemm Verlag, Erscheinungsort, 1948)
  - Arnold Sommerfeld, (traduzione in inglese di Edward G. Ramberg), Electrodynamics – Lectures on Theoretical Physics Volume III (Academic Press, 1964)
- Arnold Sommerfeld, Optik – Vorlesungen über theoretische Physik Band 4 (Dieterich'sche Verlagsbuchhandlung, 1950)
  - Arnold Sommerfeld, (tradotto in inglese dalla prima edizione tedesca da Otto Laporte and Peter A. Moldauer), Optics – Lectures on Theoretical Physics Volume IV (Academic Press, 1964)
- Arnold Sommerfeld, Thermodynamik und Statistik – Vorlesungen über theoretische Physik Band 5 Herausgegeben von Fritz Bopp und Josef Meixner. (Diederich sche Verlagsbuchhandlung, 1952)
  - Arnold Sommerfeld, edited by F. Bopp and J. Meixner, (traduzione inglese di J. Kestin), Thermodynamics and Statistical Mechanics – Lectures on Theoretical Physics Volume V (Academic Press, 1964)
- Arnold Sommerfeld,  Partielle Differentialgleichungen der Physik – Vorlesungen über theoretische Physik Band 6 (Dieterich'sche Verlagsbuchhandlung, 1947)
  - Arnold Sommerfeld, (traduzione inglese di Ernest G. Straus), Partial Differential Equations in Physics – Lectures on Theoretical Physics Volume VI (Academic Press, 1964)
- Felix Klein and Arnold Sommerfeld, Über die Theorie des Kreisels [4 volumes] (Teubner, 1897)